# Buena Vista (Géorgie)
Pour les articles homonymes, voir Buena Vista.
La ville américaine de Buena Vista est le siège du comté de Marion, dans l’État de Géorgie. Lors du recensement de 2000, sa population s’élevait à 1 664 habitants.

## Démographie
| 1850 | 1870 | 1880 | 1890 | 1900  | 1910  |
| ---- | ---- | ---- | ---- | ----- | ----- |
| 530  | 525  | 529  | 788  | 1 161 | 1 016 |

| 1920  | 1930  | 1940  | 1950  | 1960  | 1970  |
| ----- | ----- | ----- | ----- | ----- | ----- |
| 1 230 | 1 097 | 1 161 | 1 428 | 1 574 | 1 486 |

| 1980  | 1990  | 2000  | 2010  | - | - |
| ----- | ----- | ----- | ----- | - | - |
| 1 544 | 1 472 | 1 664 | 2 173 | - | - |

## Source
- (en) Cet article est partiellement ou en totalité issu de l’article de Wikipédia en anglais intitulé « Buena Vista, Georgia » (voir la liste des auteurs).